# Ленцбург
Ленцбург (нім. Lenzburg, на швейцарському діалекті ˈlænːtsbrɡ) — місто  в Швейцарії в кантоні Ааргау, округ Ленцбург. Це головне місто округу Ленцбург, через яке протікає струмок Абах приблизно за три кілометри на південь від річки Ааре. Місто Ленцбург зрослося з сусідніми містами Нідерленц і Штауфен і вони разом утворюють агломерацію. Офіційною мовою у Ленцбурзі є німецька (78,0 %).

## Географія
Місто лежить на висоті 405 м над рівнем моря на відстані близько 75 км на північний схід від Берна та 11 км на схід від Аарау.
Ленцбург має площу 11,3 км², з яких на 28,2% дозволяється будівництво (житлове та будівництво доріг), 21,7% використовуються з сільськогосподарською метою, 49,6% зайнято лісами, 0,5% не є продуктивними (річки, льодовики або гори).

## Історія
Замок Ленцбург був побудований близько 1000 року графами Ленцбурзькими.

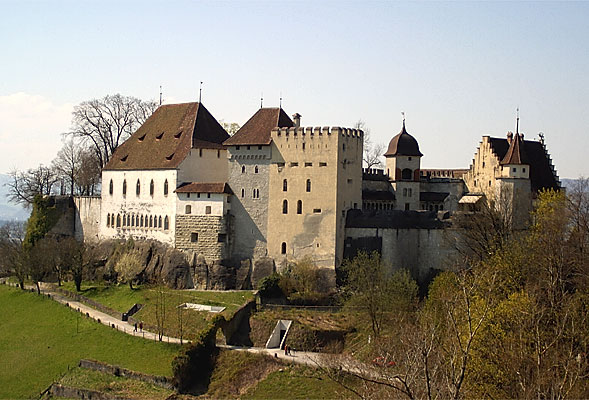
Замок Ленцбург. Вид з південного сходу

Місто було засноване у середньовіччі графами Кібургами у 1240-х роках. Графи Кібурги у ранньому середньовіччі були одними з найвпливовіших феодалів сучасної Швейцарії, поступаючися лише Габсбургам і Савойському домові.
У 1491 році, місто було частково зруйноване внаслідок пожежі.

## Демографія
2019 року в місті мешкало 10 822 особи (+30,4% порівняно з 2010 роком), іноземців було 28,4%. Густота населення становила 957 осіб/км².
За віковим діапазоном населення розподілялося таким чином: 18,1% — особи молодші 20 років, 65% — особи у віці 20—64 років, 16,9% — особи у віці 65 років та старші. Було 5061 помешкань (у середньому 2,1 особи в помешканні).
Із загальної кількості 9767 працюючих 23 було зайнятих в первинному секторі, 2426 — в обробній промисловості, 7318 — в галузі послуг.
Більшість населення (78,0 % станом на 2000 рік) розмовляє німецькою, значна кількість розмовляє італійською (8,7 %), албанська знаходиться на третьому місці (2,1 %).

## Культура

### Пам'ятки

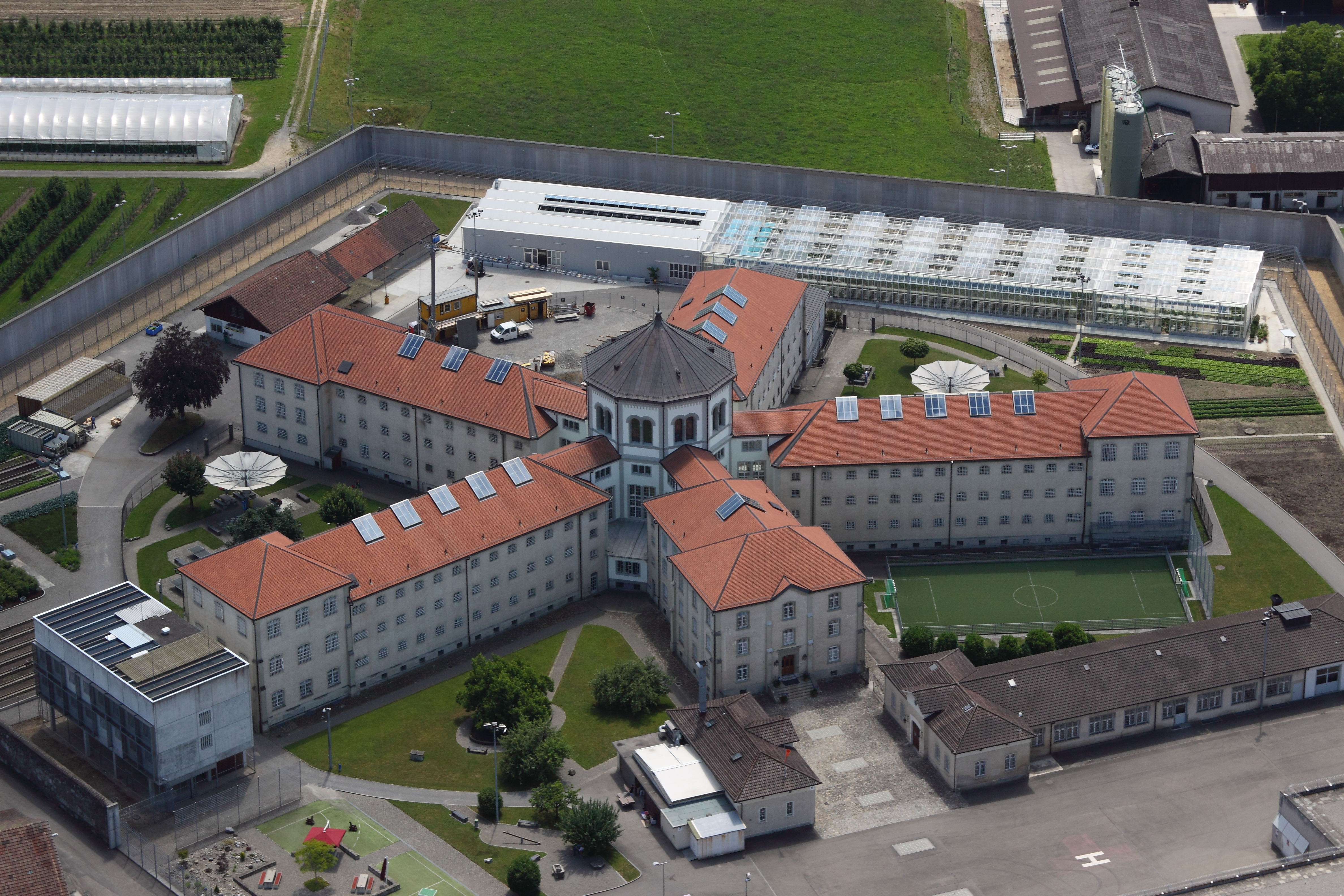
В’язни́ця Ленцбург. 2011

- Старе місто з багатьма історичними пам'ятками.
- Оглядова вежа висотою 48 м.
- Замок Ленцбург[de] (нім. Schloss Lenzburg) вперше згадується в 983 році як резиденція графа Ленцбурзького. Сьогодні замок Ленцбург — центральний історичний музей кантону Ааргау. Його експозиція розміщена на чотирьох поверхах основної будівлі замку.
- В’язниця Ленцбург[de] (нім. Justizvollzugsanstalt Lenzburg) — найбільша в'язниця в кантоні Ааргау.
- Будинок Мюллерів (нім. Müllerhaus) — пам’ятка архітектури та міський культурний центр. Будівля в стилі раннього класицизму, зведена 1785 року на замовлення ленцбурзького бавовняного промисловця Готліба Гюнерваделя[de] бернським архітектором Карлом Агасфером фон Зіннером[de], вважається однією з головних пам'яток у списку об'єктів культурної спадщини Ленцбурга[de].
- Дім літератури Ааргау (нім. Aargauer Literaturhaus) — кантональний літературний центр, розташований у Будинку Мюллерів.

## Українці у Швейцарії
10 жовтня 2015 року для підтримки української культури та традицій у Швейцарії в Ленцбурзі в старому парафіяльному залі відбувся Перший Український фестиваль культури. Організатором фестивалю був Український клуб — «Швейцарський Козак».

## Особистості
- Йоганн Алоїс Мініх[de] (1801—1885) — лікар і поет
- Фанні Гюнервадель[de] (1826—1854) — співачка, піаністка і композиторка
- Фанні Ошвальд[de] (1840—1918) — письменниця
- Клара Мюллер (художниця)[de] (1862—1929) — маля́рка
- Франк Ведекінд (1864—1918) — письменник і актор, виріс у Ленцбурзі
- Герман Рюдізюлі[de] (1864—1944) — художник
- Тео Ґлінц[de] (1890—1962) — художник, виріс у Ленцбурзі
- Вальтер Августин Філлігер (1872—1938) — астроном
- Гансякоб Зайлер (нар. 1920) — мовознавець (лінгвіст), живе і працює в Ленцбурзі
- Ліз Ассія (нар. 1924) — співачка, переможниця 1-го конкурсу пісні «Євробачення» (1956)
- Фріц Гузер (нар. 1952) — художник, живе і працює в Ленцбурзі
- Кеті Вінтер (нар. 1983) — співачка, композиторка, музикантка, виросла у Ленцбурзі

## Посилання

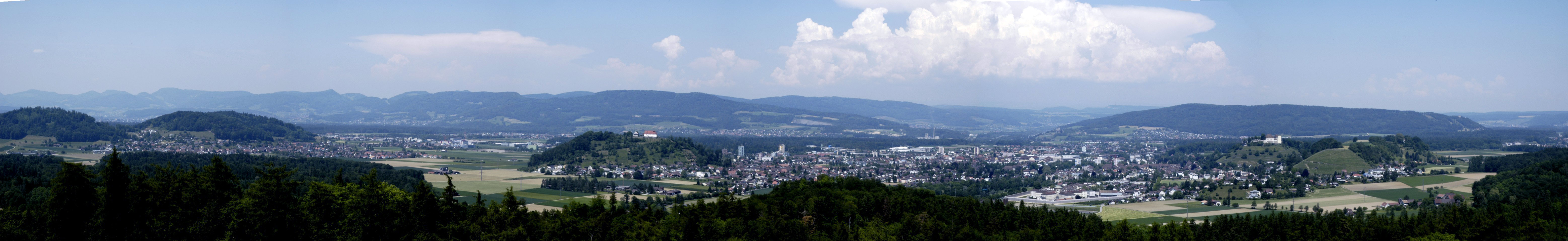
Панорама міста